# カーニー (ミサイル駆逐艦)
|          | |
| 艦歴     | |
| 発注     | 1991年1月16日                                                                                              |
| 起工     | 1993年8月3日                                                                                               |
| 進水     | 1994年7月23日                                                                                              |
| 就役     | 1996年4月13日                                                                                              |
| 退役     | |
| その後   | 就役中 |
| 要目     | |
| 排水量   | 満載: 8,362 トン                                                                                           |
| 全長     | 153.9 m (505 ft)                                                                                           |
| 全幅     | 20.1 m (66 ft)                                                                                             |
| 吃水     | 9.4 m (31 ft)                                                                                              |
| 機関     | COGAG方式                                                                                                  |
| 機関     | LM 2500-30ガスタービンエンジン (27,000shp) ×4基                                                            |
| 機関     | 可変ピッチプロペラ（5翅）×2軸                                                                              |
| 最大速   | 31ノット                                                                                                   |
| 航続距離 | 4,400 海里（20ノット時）                                                                                   |
| 乗員     | 士官、兵員 337名                                                                                           |
| 兵装     | Mk.45 mod.2 5インチ単装砲 ×1基                                                                             |
| 兵装     | Mk.38 25mm単装機関砲 ×2基                                                                                  |
| 兵装     | Mk.15 20mmCIWS×2基                                                                                         |
| 兵装     | M2 12.7mm機銃 ×4挺                                                                                         |
| 兵装     | Mk.41 mod.2 VLS ×90セル - SM-2MR/ER SAM - SM-3 ABM - ESSM 短SAM - VLA SUM - トマホーク SLCM などを発射可能 |
| 兵装     | ハープーンSSM 4連装発射筒×2基                                                                              |
| 兵装     | Mk.32 3連装短魚雷発射管×2基                                                                                |
| 艦載機   | ヘリコプター甲板のみ, 格納庫なし                                                                           |
| C4ISTAR  | AWS B/L 5 (Mk.99 GMFCS×3基)                                                                                |
| C4ISTAR  | AN/SQQ-89                                                                                                  |
| センサ   | AN/SPY-1D 多機能レーダー×4面                                                                               |
| センサ   | AN/SPS-67 対水上レーダー×1基                                                                               |
| センサ   | AN/SQS-53C艦首装備ソナー                                                                                   |
| センサ   | AN/SQR-19 曳航ソナー                                                                                       |
| 電子戦   | AN/SLQ-32(V)2 ESM装置                                                                                      |
| 電子戦   | Mk.36 mod.12 デコイ発射装置                                                                                |
| モットー | Resolute, Committed, Successful                                                                            |

カーニー (英語: USS Carney, DDG-64) は、アメリカ海軍のミサイル駆逐艦。アーレイ・バーク級ミサイル駆逐艦の14番艦。艦名はアイゼンハワー政権での海軍作戦部長を務めたロバート・カーニー提督に因む。

## 艦歴
カーニーはメイン州バスのバス鉄工所で1993年8月3日に起工し、1994年7月23日にベティ・タウシッグ（カーニー提督の娘）によって命名、進水し、1996年6月8日に就役した。2005年時点でフロリダ州メイポートを母港として活動する。
カーニーは就役に先立ち第14駆逐艦隊に配属された。1998年9月に第24駆逐艦隊に転属となる。カーニーは1997年から1998年にかけて原子力空母「ジョージ・ワシントン」戦闘グループの一部として地中海へ最初の展開を行った。
1999年にはトルコへ地震災害救援物資を輸送した海上自衛隊の「おおすみ」をはじめとする輸送艦部隊と東部地中海で共同で運動訓練を行った。これは海上自衛隊が地中海で行った初の訓練でもあった。
2001年5月にはニューヨークでのフリート・ウィークに参加した。2002年2月にはプエルトリコ水域でジョン・F・ケネディ戦闘グループの一部として協同戦闘能力システムの技術評価の第一段階を行った。第二段階はヴァージニア岬水域で行われた。その後オペレーション・エンデューリング・フリーダムの支援として地中海とペルシャ湾に展開する。
2002年6月10日にはドナルド・ラムズフェルド国防長官がバーレーンのマナーマで艦を訪問した。
2003年12月にカーニーは、ヴァンデル演習に参加し艦載ミサイルによるミサイル迎撃試験を行った。2004年8月13日にはハリケーン・チャーリーを回避するためメイポートを出航し沖合へ避難した。　
2023年10月19日、カーニーが紅海北部でイエメンの反政府武装勢力・フーシが発射した3発の巡航ミサイル並びに複数のドローンを撃墜したことが明らかにされた。このミサイルなどはイスラエルに向かっていた可能性があるという。後に米当局者は、迎撃は9時間に渡り、巡航ミサイル4発とドローン15機を撃墜したと明らかにした。
同年12月3日、紅海の国際水域で商業船3隻が攻撃され、本艦は救難信号を受け支援を実施した。また、本艦に向かって飛来してきたドローン3機も撃墜した。
2024年1月13日、紅海からイエメンのフーシ派のレーダーサイトに対してトマホークミサイルで攻撃した。ミサイル攻撃は成功しレーダーサイトは破壊された(2024年のイエメンへのミサイル攻撃)。